# Néphélé (ancêtre des centaures)
Pour les articles homonymes, voir Néphélé.

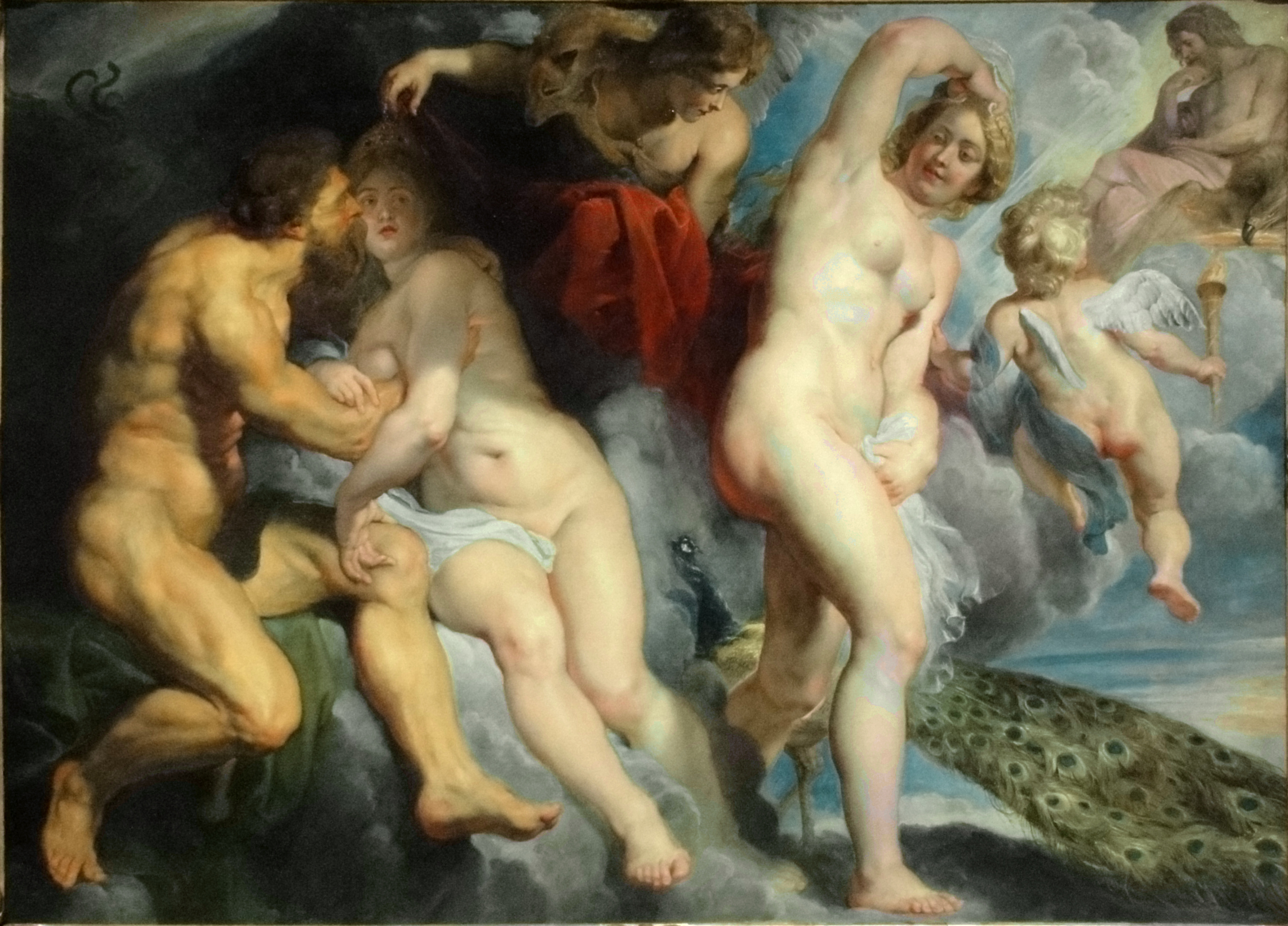
Ixion, roi des Lapithes, trompé par Junon qu'il voulait séduire, tableau de Rubens, 1615 (Musée du Louvre). Ixion et Néphélé se trouvent à gauche.

Dans la mythologie grecque, Néphélé (en grec ancien Νεφέλη / Nephélē, de νέφος / néphos, « nuage », en latin Nebula ou Nubes) est un nuage auquel Zeus donne l'apparence de sa femme, Héra. Elle est parfois confondue avec son homonyme Néphélé, une nymphe épouse d'Athamas et mère de Phrixos et Hellé, bien que leurs mythes soient assez différents.

## Mythologie
Zeus, pour tromper Ixion, un prince lapithe qui avait tenté d'abuser d'Héra, donne à un nuage l'apparence de sa femme. La ruse réussit et Ixion s'unit à Néphélé : ainsi naissent les centaures du mont Pélion, ou bien Centauros qui enfante à son tour les centaures,,. Selon Apollodore, Eurytion nait de l'union d'Ixion et Néphélé.